# Republica Moldova la Jocurile Olimpice de vară din 2000
Republica Moldova a participat la Jocurile Olimpice de vară din 2000 care au avut loc la Sydney, Australia, în perioada 15 septembrie-1 octombrie 2000. Delegația a cuprins 34 de sportivi.

## Medaliați
| Medalie | Nume           | Sport | Probă             |
| ------- | -------------- | ----- | ----------------- |
| Argint  | Oleg Moldovan  | Tir   | 10 m țintă mobilă |
| Bronz   | Vitalie Grușac | Box   | 67 kg             |

## Atletism
- Vitalie Cerches – 800 m - preliminare locul 7
- Vadim Zadoinov – 400 m garduri - preliminare locul 5
- Iaroslav Mușinschi – 3000 m obstacole - preliminare locul 11
- Valeriu Vlas – maraton - locul 55
- Efim Moțpan – 20 km marș - nu a terminat
- Fedosei Ciumacenco – 50 km marș - descalificat
- Ivan Emilianov – aruncarea greutății - locul 36
- Roman Rozna – aruncarea ciocanului - locul 40
- Inna Gliznuța – săritură în înălțime - locul 23
- Olga Bolșova – săritură în înălțime - locul 28
- Valentina Enachi – maraton - nu a terminat

## Box
- Vitalie Grușac – 67 kg - locul  Bronz

## Haltere
| Sportiv          | Probă  | Smuls | Smuls | Smuls | Aruncat | Aruncat | Aruncat | Total | Loc |
| Sportiv          | Probă  | 1     | 2     | 3     | 1       | 2       | 3       | Total | Loc |
| ---------------- | ------ | ----- | ----- | ----- | ------- | ------- | ------- | ----- | --- |
| Vladimir Popov   | 62 kg  | 130,0 | 135,0 | 137,5 | 160,0   | 160,0   | 160,0   | 295,0 | 7   |
| Vadim Vacarciuc  | 94 kg  | 172,4 | 177,5 | 180,0 | 220,0   | 220,0   | 225,0   | 397,5 | 5   |
| Alexandru Bratan | 105 kg | 190,0 | 195,0 | 195,0 | 220,0   | 220,0   | 220,0   | 410,0 | 6   |

## Judo
- Gheorghi Kurgheleșvili – 60 kg - locul 9
- Victor Bivol – 66 kg - primul tur
- Victor Florescu – 90 kg - primul tur
- Ludmila Cristea – 57 kg - primul tur

## Lupte
- Vitalie Răilean – 58 kg - locul 7
- Octavian Cuciuc – 63 kg - locul 12
- Ruslan Bodișteanu – 69 kg - locul 10
- Ion Diaconu – 76 kg - locul 6

## Natație
Masculin
| Sportiv             | Probă         | Calificări | Calificări | Semifinale   | Semifinale   | Finală       | Finală       |
| Sportiv             | Probă         | Timp       | Loc        | Timp         | Loc          | Timp         | Loc          |
| ------------------- | ------------- | ---------- | ---------- | ------------ | ------------ | ------------ | ------------ |
| Serghei Stolearenco | 50 m liber    | 00:23,84   | 47         | nu a avansat | nu a avansat | nu a avansat | nu a avansat |
| Andrei Cecan        | 200 m liber   | 01:53,23   | 31         | nu a avansat | nu a avansat | nu a avansat | nu a avansat |
| Victor Rogut        | 400 m liber   | 04:01,42   | 38         | nu a avansat | nu a avansat | nu a avansat | nu a avansat |
| Alexandru Ivlev     | 100 m spate   | 00:57,91   | 38         | nu a avansat | nu a avansat | nu a avansat | nu a avansat |
| Andrei Mihailov     | 200 m spate   | 02:06,67   | 38         | nu a avansat | nu a avansat | nu a avansat | nu a avansat |
| Vadim Tatarov       | 100 m bras    | 01:04,12   | 36         | nu a avansat | nu a avansat | nu a avansat | nu a avansat |
| Dumitru Zastoico    | 100 m fluture | 00:58,55   | 59         | nu a avansat | nu a avansat | nu a avansat | nu a avansat |
| Dumitru Zastoico    | 200 m fluture | 02:09,34   | 44         | nu a avansat | nu a avansat | nu a avansat | nu a avansat |
| Andrei Zaharov      | 200 m mixt    | 02:09,13   | 47         | nu a avansat | nu a avansat | nu a avansat | nu a avansat |
| Serghei Mariniuc    | 400 m mixt    | 04:23,57   | 22         | nu a avansat | nu a avansat | nu a avansat | nu a avansat |

Feminin
| Sportivă       | Probă      | Calificări | Calificări | Semifinale   | Semifinale   | Finală       | Finală       |
| Sportivă       | Probă      | Timp       | Loc        | Timp         | Loc          | Timp         | Loc          |
| -------------- | ---------- | ---------- | ---------- | ------------ | ------------ | ------------ | ------------ |
| Maria Tregubov | 50 m liber | 00:27,75   | 54         | nu a avansat | nu a avansat | nu a avansat | nu a avansat |

## Tir
- Oleg Moldovan – 10 m țintă mobilă - locul  Argint

## Legături externe
- Sydney 2000 Arhivat în 17 ianuarie 2022, la Wayback Machine. la Comitetul Național Olimpic și Sportiv din Republica Moldova
- en  Republic of Moldova at the 2000 Summer Olympics la Olympedia.org
- en  Moldova at the 2000 Sydney Summer Games la Sports Reference